# Walter Weber (Regisseur)
Walter Weber (* 5. Juli 1949 in Lugano, Schweiz) ist ein freier Autor und Regisseur.

## Leben
Nach seiner Schulzeit begann Walter Weber 1969 ein Studium der Pädagogik. 1971 studierte er anschliessend bis 1974 an der Schauspiel-Akademie in Zürich. Seine Ausbildung komplettierte er nach einem Besuch an der Hochschule für Fernsehen und Film (HFF) in München von 1974 bis 1978. Von 1979 bis 1985 war er als Autor und Produzent bei der Bavaria Film Atelier GmbH tätig. Seit 1983 ist er zudem Gastdozent für Regie und Dramaturgie an der HFF und arbeitet seit 1986 als freier Autor und Regisseur. Walter Weber lebt in Zürich.

## Auszeichnungen
- 1998: Nominierung für den Grimme-Preis für «Bella Block – Tod eines Mädchens»[5][6]
- 2013: Nominierung für die Romy für «Meine Tochter, ihr Freund und ich»[3][6]

## Filmographie
- 1975: Weihertal
- 1975: Das Kloster
- 1976: Auf und davon
- 1976: Marcello und Renée
- 1977: Mit der linken Hand
- 1979: Der erste Schnee
- 1980: Angemacht (Kurzfilm, nur Darsteller)
- 1985: Freispiel für Klimmek
- 1986: Sommer
- 1988: Gold (als Darsteller)
- 1989: Anna – Eigentlich heiße ich Silvia Seidel
- 1992: Ein Job fürs Leben
- 1993: Sonntag & Partner
- 1993: Künstlerpech
- 1994: Dreimal die Woche
- 1995: Nicht über meine Leiche
- 1996: Zwei Brüder: Der Gassenmörder
- 1996: Zwei Brüder: In eigener Sache
- 1997: Bella Block – Tod eines Mädchens
- 1998: Tatort: Russisches Roulette
- 1999: Spuren im Eis – Eine Frau sucht die Wahrheit
- 1999: Adrenalin-Junkies
- 2000: Lüthi & Blanc
- 2001–2003: Girl Friends
- 2002: Mein Leben & Ich
- 2004: Das geheime Leben meiner Freundin
- 2006: Einsatz in Hamburg – Mord auf Rezept
- 2006: Wilsberg – Callgirls
- 2007: Wilsberg – Misswahl
- 2007: Der Prospektor (als Darsteller)
- 2007: Einsatz in Hamburg – Mord nach Mitternacht
- 2008: Ein Dorf sieht Mord
- 2009: Verstrickt und zugenäht
- 2010: Ein starkes Team: Blutsschwestern
- 2011: Nägel mit Köppen
- 2012: Meine Tochter, ihr Freund und ich
- 2012: Ein starkes Team: Prager Frühling
- 2013: Meine Frau, ihr Traummann und ich
- 2015: Das Kloster bleibt im Dorf
- 2017: Tatort: Zwei Leben

(Quelle:)